# آیریس آپاتو
آیریس آپاتو (انگلیسی: Iris Apatow؛ زادهٔ ۱۲ اکتبر ۲۰۰۲) هنرپیشه اهل ایالات متحده آمریکا است.
از فیلم‌ها یا برنامه‌های تلویزیونی که وی در آن نقش داشته‌است می‌توان به باردار، این است ۴۰، آدم‌های بامزه، و عشق اشاره کرد.